# Manaca (Chiriquí)
Manaca es un corregimiento del distrito de Barú, en la provincia de Chiriquí, República de Panamá. Su creación fue establecida mediante Ley 46 del 14 de agosto de 2018, segregándose del corregimiento de Rodolfo Aguilar Delgado. Su cabecera es Manaca Norte.